# Wachsz (rzeka)
Wachsz (także Kyzyłsu, Surchob; tadż. وخش, ros. Вахш) – rzeka w Kirgistanie i Tadżykistanie. Długość – 786 km, powierzchnia zlewni – 39,1 tys. km², średni przepływ – 156 m³/s. Wody Wachszu pochodzą głównie z topnienia wysokogórskich lodowców. Najwyższe stany wód występują w lipcu i sierpniu. Największe dopływy – Muksu i Obichingu (lewe). Nazwy Kyzyłsu i Surchob oznaczają "czerwona rzeka", odpowiednio w języku kirgiskim i perskim.
Wachsz ma źródła w górach zamykających od wschodu Dolinę Ałajską, łączących Góry Ałajskie w paśmie Ałaju z Górami Zaałajskimi w Pamirze. Rzeka płynie na zachód szeroką, wysoką (ponad 2000 m n.p.m.) Doliną Ałajską między Górami Ałajskimi na północy a Górami Zaałajskimi na południu. Na tym odcinku nosi nazwę Kyzyłsu. Na zachodnim krańcu Doliny Ałajskiej Wachsz wypływa na terytorium Tadżykistanu, gdzie z początku nosi nazwę Surchob. Rzeka stopniowo zmienia kierunek na południowo-wschodni i między coraz niższymi górami spływa do rozległej doliny Amu-darii. Koło miejscowości Pandżi Pojon (Niżnyj Piandż) Wachsz łączy się z rzeką Pandż, która stanowi tu granicę tadżycko-afgańską, tworząc Amu-darię.
Dolina Wachszu rozgranicza pasmo Ałaju od masywu Pamiru. Biegnie głównie przez wysokie góry i obfituje w głębokie wąwozy. Nad Wachszem leżą tadżyckie miasta Nurek, Sarband i Kurgontepa.
Na tadżyckim odcinku Wachszu stworzono łańcuch dziewięciu sztucznych jezior zaporowych, z których największe to Rogun (10,5 mld m³) i Nurek (11,6 mld m³). Ten system hydroenergetyczny wytwarza 90% energii elektrycznej produkowanej w Tadżykistanie.